# Maja Motylewska
Maja Motylewska (ur. 9 września 1977) – polska siatkarka występująca na pozycji przyjmującej. Obecnie występuje w drużynie MKS MOS Wieliczka (2 liga). Mistrzyni Polski 2005/2006 w barwach Muszynianki Muszyna.

## Kluby
- Zawisza Sulechów
- Chemik Police
- Piast Szczecin
- Muszynianka Muszyna
- TKST Budowlani Toruń
- Jedynka Aleksandrów Łódzki
- MKS MOS Wieliczka

## Sukcesy
- złoty medal Mistrzostw Polski 2005/06 z Muszynianką Fakro Muszyną